# Бонгар
Бонгар (фр. Bonnegarde) насеље је и општина у југозападној Француској у региону Аквитанија, у департману Ланд која припада префектури Дакс.
По подацима из 2011. године у општини је живело 298 становника, а густина насељености је износила 30,82 становника/km². Општина се простире на површини од 9,67 km². Налази се на средњој надморској висини од 170 метара (максималној 131 m, а минималној 49 m).

## Демографија
| 1962. | 1968. | 1975. | 1982. | 1990. | 1999. | 2011. |
| ----- | ----- | ----- | ----- | ----- | ----- | ----- |
| 279   | 322   | 302   | 261   | 274   | 275   | 298   |

График промене броја становника у току последњих година